# ミルネック駅
ミルネック駅（英: Mill Neck）とはオイスターベイ支線の閉鎖された鉄道駅である。その駅は当初1892年11月頃に、1889年に有蓋貨車としてシュー・スワンプの西側にあるカインタック・レーンとの踏切に建設された旧ベイヴィル駅 (Bayville Station) の代替駅として開業した。ミルネック駅はそのスワンプの東側に建設された。そして1911年に火災にあい、1912年に再建されるのみであった。さらに1918年に再度放火され、1919年に以前の場所から少し東に再建された。20世紀のある時点で、その駅に郵便局が追加された。 ミルネック駅は最終的に1998年3月16日に他の9駅と一緒に閉鎖された。この駅はオイスターベイ駅とローカスト・バレー駅の間にある。2003年時点で、歴史的なstation depotは町役場、郵便局およびオールド・ブルックヴィル警察署の分署の所在地である。